# Ágnes Pallag
Ágnes Pallag (* 2. September 1993 in Szeged) ist eine ungarische Volleyballspielerin.

## Karriere
Pallag begann ihre Karriere 2008 bei Békéscsabai RSE. 2013 wurde sie erstmals in die ungarische Nationalmannschaft berufen. Von 2013 bis 2015 spielte sie in Finnland bei Oriveden Ponnistus. Danach folgte eine Saison beim belgischen Erstligisten VDK Gent. Die folgenden vier Jahre verbrachte die Außenangreiferin in Finnland. Von 2016 bis 2018 spielte sie jeweils eine Saison bei Vandœuvre Nancy Volley-Ball und Saint-Cloud Paris Stade Français. Dann wechselte sie zu RC Cannes. 2019/20 war sie bei Municipal Olympique Mougins Volley Ball aktiv. 2020 wurde sie vom deutschen Bundesligisten VfB Suhl verpflichtet. Nach zwei Jahren verließ Pallag die Thüringer um sich dem Dresdner SC anzuschließen. In der Elbestadt unterzeichnete sie im Mai 2022 einen Einjahresvertrag.